# Parroquia de East Feliciana
La parroquia de East Feliciana (en inglés: East Feliciana Parish), fundada en 1824, es una de las 64 parroquias del estado estadounidense de Luisiana. En el año 2000 tenía una población de 21.360 habitantes con una densidad poblacional de 18 personas por km². La sede de la parroquia es Clinton.

## Geografía
Según la Oficina del Censo, la parroquia tiene un área total de 1180 km² (455,6 mi²), de la cual 1174 km² (453,3 mi²) es tierra y 6 km² (2,3 mi²) (0.50%) es agua.

### Parroquias y condados adyacentes
- Condado de Wilkinson (Misisipi) - noroeste
- Condado de Amite (Misisipi) - noreste
- Parroquia de St. Helena - este
- Parroquia de East Baton Rouge - sur
- Parroquia de West Feliciana - oeste

## Carreteras
- U.S. Highway 61
- Carretera Estatal de Luisiana 10
- Carretera Estatal de Luisiana 19
- Carretera Estatal de Luisiana 63
- Carretera Estatal de Luisiana 67
- Carretera Estatal de Luisiana 68
- Carretera Estatal de Luisiana 69

## Demografía
En el 2000 la renta per cápita promedia de la parroquia era de $31,631, y el ingreso promedio para una familia era de $37,278. En 2000 los hombres tenían un ingreso per cápita de $31,804 versus $20,243 para las mujeres. El ingreso per cápita para la parroquia era de $15,428. Alrededor del 23.00% de la población estaba bajo el umbral de pobreza nacional.

## Comunidades
| - Clinton - Jackson | - Norwood - Slaughter | - Wilson - Ethel |